# にほんしゅ
にほんしゅは、日本のお笑いコンビ。事務所に所属せず、フリーで活動している。かつては吉本興業所属だった。

## メンバー
あさやん（本名：浅浦 史大、1986年6月4日（38歳） - ）
ボケ担当。
大阪府東大阪市出身。身長172 cm、体重66 kg。BWHはそれぞれ92・77・92。足の大きさ27 cm。血液型はO型。
利き酒師及び国際利き酒師の資格を所持している。
吉本時代にミリオンの扉（読売テレビ）内のプロジェクトとして山内健司（かまいたち）、多田智佑（トット）、岩橋良昌（元プラス・マイナス）、大林健二（モンスターエンジン）、松木智子（元ブランチ）らと共にSEAMOプロデュースの音楽ユニット「5uppers」のメンバーに選出された。

北井 一彰（きたい かずあき、1985年6月25日（39歳） - ）
ツッコミ担当。
兵庫県姫路市出身。身長170 cm、体重60 kg。BWHはそれぞれ88・77・92。足の大きさ26 cm。血液型はO型。
利き酒師、国際利き酒師、焼酎利き酒師、日本酒学講師、FBO公認講師の資格を所持している。日本酒学講師の資格は受験の際、受験者の中ではトップの成績を収めた。

## 来歴
2人ともNSC大阪校28期出身。組んでいたコンビを解散したばかりだった北井が、M-1グランプリの予選へ出場するため当時ピン芸人として活動していたあさやんを誘い結成。
コンビ名は、結成して間もない頃にコンビ名を決めるため居酒屋で打ち合わせを行うもアイデアが浮かばず迷った末、「次に聞こえてきた単語をコンビ名にしよう」と決めた直後に店員の「日本酒入りましたー!」という掛け声があったことで平仮名の「にほんしゅ」に決めたのが由来。組んで数年後、2人して生粋の酒好きにも拘らず日本酒については何も知らないことに気付いた北井が「日本酒のことを学ぼう!」と思い立ち、利き酒師の弟分的な資格である日本酒ナビゲーターの資格を所持。その時のセミナーの先生の影響で日本酒の世界へと導かれてゆく。
2014年6月、普段から可愛がってもらっていた先輩のたむらけんじから背中を押してもらえたことで所属していた吉本を退社し、一念発起して上京。セミナーの先生の実家が経営していた千葉県の酒販店『リカープラザ大越酒店』にて、コンビ揃って働きながら日本酒について勉強および修行に励む。あさやんは酒が大好きではあるものの北井と違って資格には全く興味を示していなかったが、日本酒についての勉強を重ねていくうちにどっぷりとその魅力に浸かっていき「北井に日本酒のことで負けたくない」と相方に対しての競争心も湧いたことによって、同年9月には2人同時に利き酒師の資格を取得。日本酒の日である10月1日にコンビを再結成する。翌年に大越酒店を卒業し、世界唯一の利き酒師による漫才コンビとして本格的に活動を再開した。
2018年6月、2人同時に国際利き酒師の資格を取得。

## 芸風
主に漫才で、酒のことについて取り上げる「酒漫才」を得意とする。全国の酒にまつわるイベントにおいてネタを披露したり司会を務めている。
北井が日本酒学講師の資格を取得後は、初心者でもわかりやすいよう酒漫才の復習も込めた日本酒セミナーを精力的に開催。日本のみならず台湾、韓国にも活動の場を広げている。